# Духи

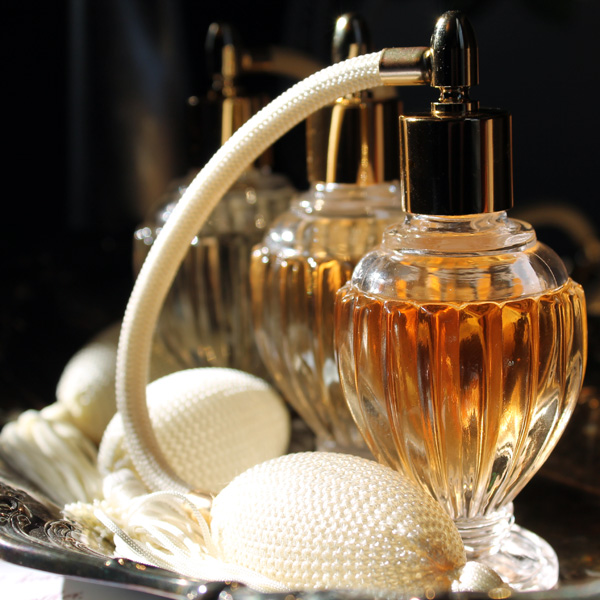
Флакон духов с распылителем

Духи́ (фр. parfum, extrait) — парфюмерное средство в виде спиртового или водно-спиртового раствора, содержащее 10—30 % (и более, по массе) душистых веществ. Продолжительность действия (стойкость) духов на теле человека составляет 5—10 часов, на хлопчатобумажной ткани — не менее 28 часов. Среди других подобных парфюмерных изделий (туалетная вода, одеколон) духи обладают наибольшей концентрацией душистых веществ и стойкостью аромата.
Ближайшее к духам парфюмерное средство является парфюмерная, или парфюмированная вода (фр. eau de parfum, parfum de toilette, esprit de parfum) с концентрацией душистых веществ не менее 10 % и стойкостью 3—5 часов.
Кроме духов на спиртовой основе, существуют жидкие духи на масляной основе и твёрдые духи на основе жировых и воскообразных веществ, а также сухие (порошковые) духи саше для отдушивания белья.

## История
Парфюмерия, как искусство создания духов, зародилась в древней Месопотамии, Египте, цивилизации долины Инда и, возможно, в Древнем Китае.
Первым химиком и парфюмером в мире считается Таппути — создательница духов, упомянутая в клинописи 2-го тысячелетия до нашей эры в Месопотамии. Она использовала в своих опытах цветы, масла, мирру и другие ароматические вещества, а также процессы фильтрования и дистилляции.
На Индийском субконтиненте духи и парфюмерия существовали во времена цивилизации Инда (3300 г. до н. э. — 1300 г. до н. э.).
В 2003 году археологи обнаружили в Пиргосе на Кипре старейшие из сохранившихся духов в мире — им более 4000 лет. Они были обнаружены в старинной парфюмерной фабрике площадью 300 кв. м, на которой размещалось не менее 60 перегонных кубов, чаш для смешивания, воронок и флаконов для духов. В древних духах использовались травы и специи, такие как миндаль, кориандр, мирт, хвойная смола, бергамот, а также цветы. В мае 2018 года древние духи «Родо» («Роза») были воссозданы для юбилейной выставки Греческого национального археологического музея.
В IX веке арабский химик Аль-Кинди написал «Книгу по химии парфюмерии и дистилляциям», в которой содержалось более сотни рецептов ароматных масел, мазей, ароматических вод, а также заменителей или имитаций дорогостоящих лекарств. В книге также описаны 107 методов и рецептов для изготовления духов и парфюмерного оборудования, такого как аламбик, который до сих пор носит арабское название (от греческого ἄμβιξ, «чашка», «стакан»), описанных Синезием в IV веке.
Персидский химик Ибн Сина (известный на западе как Авиценна) изобрёл процесс извлечения масел из цветов с помощью дистилляции — методику, наиболее часто используемую сегодня. Он проводил первые эксперименты с цветами роз. До его открытия жидкие духи состояли из смесей масла и измельченных трав или лепестков, которые составляли сильную смесь. Розовая вода была более нежной и сразу стала популярной. И сырьё, и технология дистилляции значительно повлияли на западную парфюмерию и научные разработки, особенно на химию.
Искусство парфюмерии было предположительно известно в Западной Европе с 1221 года; такой вывод можно сделать, принимая во внимание рецепты монахов церкви Санта-Мария-Новелла во Флоренции. На востоке венгры производили около 1370 года духи из душистых масел, смешанных в спиртовом растворе, наиболее известные как «венгерская вода», по приказу королевы Венгрии Елизаветы. Искусство парфюмерии процветало в Италии эпохи Возрождения, и в XVI веке личный парфюмер Екатерины Медичи Рене Флорентийский привёз во Францию итальянские изысканные ароматы. Его лаборатория была связана с апартаментами королевы секретным проходом, так что никакие формулы не могли быть украдены в пути. Благодаря Рене Франция быстро стала одним из европейских центров производства парфюмерии и косметики. Выращивание цветов для получения из них парфюмерной эссенции, начавшееся в XIV веке, превратилось в крупную отрасль на юге Франции. Примерно с XVIII века «парфюмерной столицей» страны становится Грас в Провансе; позднее здесь был основан Международный парфюмерный музей.
Между XVI и XVII веками духи использовались в основном богатыми людьми для того, чтобы неприятные запахи тела, возникающие ввиду нечастого купания, были незаметны. В 1693 году итальянский парикмахер Джованни Паоло Феминис создал парфюмерную воду под названием Aqua Admirabilis, которая сегодня наиболее известна под названием «одеколон». Племянник Феминиса Иоганн Мария Фарина основал первую фабрику по производству одеколона.
К XVIII веку в регионе Грас во Франции, на Сицилии и в Калабрии в Италии выращивали ароматические растения, чтобы обеспечить растущую парфюмерную промышленность сырьём. Сегодня Италия и Франция остаются центром европейского парфюмерного дизайна и торговли.